# Сульпиций Благочестивый
Сульпи́ций (Сульпи́тий) Благочести́вый (также известный как «Хоро́ший» или «Доброчести́вый»; 576 — 647) — архиепископ Буржа (под именем Сульпиций II) и архикапеллан короля Хлотаря II. Признанный католической церковью святым, он чествуется 17 января (или 19 января).

## Биография
Сульпиций родился в Ватане в Берри около 576 года в галло-римской дворянской семье. Он получил образование в дворцовой школе под руководством главного капеллана короля Гонтрана и оставался в дворцовой школе до шестнадцати лет.
В 612 году епископ Австрегизил Буржский, знавший его по дворцовой школе, призвал его к себе и назначил архидиаконом. В 618 году Сульпиций стал священником.
Король Хлотарь II возложил на него обязанности капеллана дворца. После смерти Австрегизила Буржского в 624 году Сульпиций был назначен архиепископом Буржа.
Несмотря на свой официальный статус, Сульпиций провёл всю свою жизнь в бедности и строгости, в молитвах и заботах о нуждающихся. Ему приписывают множество чудес. Его преемником на епископальной кафедре в Бурже стал его коадъютор Флорентий Буржский. Сульпиций Благочестивый умер 17 января 647 года.

## Почитание

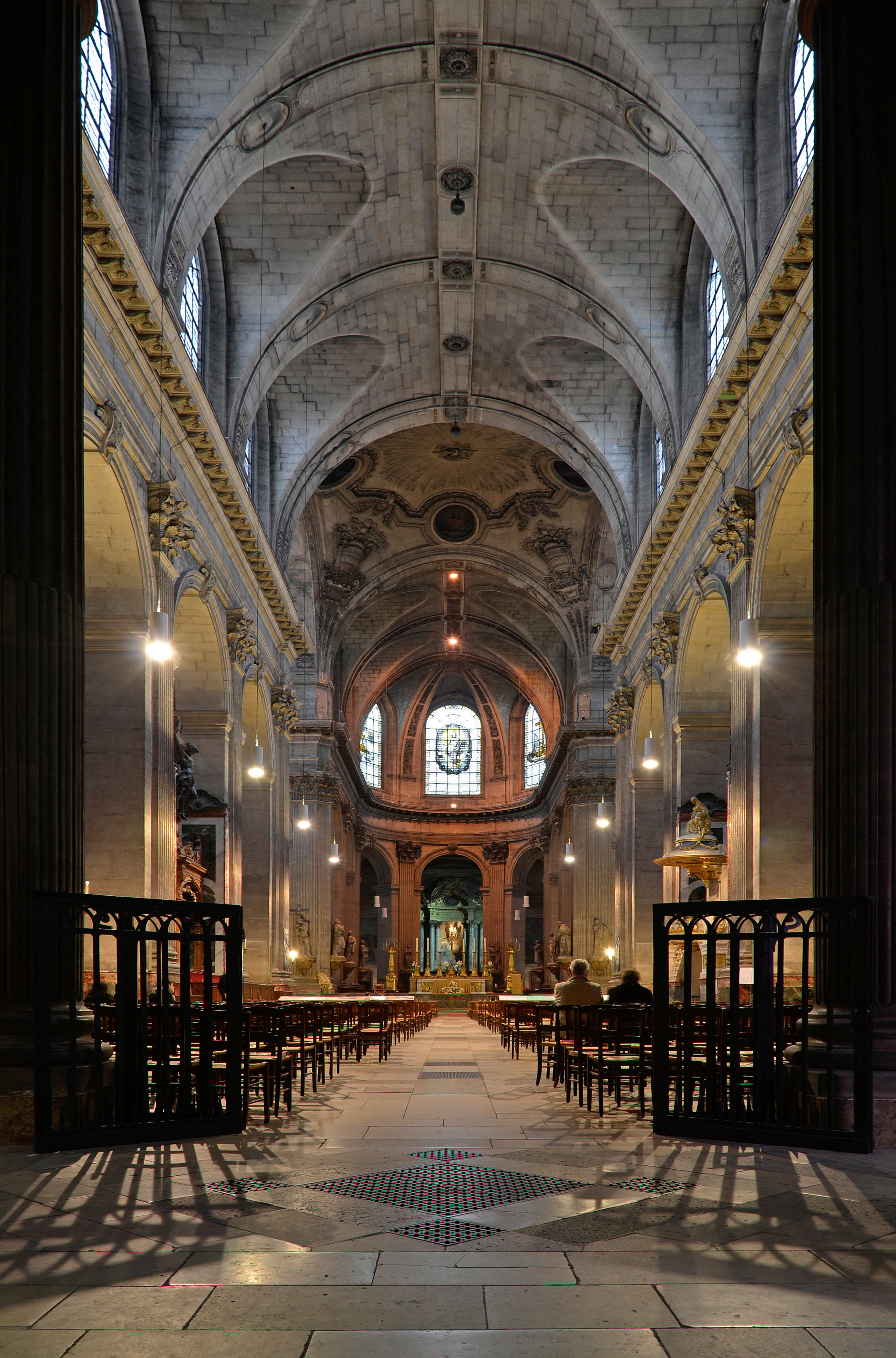
Интерьер церкви Сен-Сюльпис в Париже

Именем Сульпиция Благочестивого названа церковь Сен-Сюльпис в Париже, колыбель семинарий, образовательных учреждений для священнослужителей.
Ему посвящены более трёхсот приходов во Франции, Бельгии и Швейцарии. В частности, в Берри, Святому Сульпицию посвящено около двадцати часовен и приходов.
С XV века века в приходе Ватан находилась часовня, носящая имя Сульпиция Благочестивого, куда каждый год 27 августа организовывалось паломничество. Это дата переноса мощей в парижскую церковь Сен-Сюльпис, которая относилась к аббатству Сен-Жермен-де-Пре. Жан-Жак Олье, приходской священник этого прихода, дал имя Сен-Сюльпис организации, которая была создана для обучения духовенства.
Сульпициане также обосновались в Бурже с 1679 года.

## Музыка
- Луи-Николя Клерамбо написал пять «Мотетов святому Сульпицию» (соответственно, опусы 112, 129, 145, 148, 151) и Мотет для освящения церкви Сен-Сюльпис ре мажор, опус 149.